# Hemitrullus perspicillaris
Hemitrullus perspicillaris är en insektsart som först beskrevs av Sigfrid Ingrisch 1987.  Hemitrullus perspicillaris ingår i släktet Hemitrullus och familjen syrsor. Inga underarter finns listade i Catalogue of Life.